# Teum-Teum
Teum-Teum était une émission de télévision française diffusée du 19 septembre 2009 au 23 juillet 2011 sur France 5 et présentée par Juan Massenya.

## Principe de l'émission
Au début, Juan Massenya emmenait une personnalité aux cœur des cités d'une ville de banlieue et lui fait rencontrer des gens qui lancent des initiatives citoyennes. L'émission évolue à la deuxième saison, en traitant cette fois des thèmes liés à l'actualité sur la banlieue, et donne la parole aux habitants. L'émission sert en quelque sorte à décrypter les problèmes de ces gens souvent mis à l'écart des médias.  